# Światowy Finał IAAF 2005
Światowy Finał IAAF 2005 (ang. 2005 IAAF World Athletics Final) – zawody lekkoatletyczne, które odbyły się na Stade Louis II w Monako między 9 a 10 września 2005 roku. Były to trzecie w historii zawody tego – rozgrywanego rokrocznie na zakończenie sezonu – cyklu. 
Jedyną konkurencją nierozegraną w Monako był rzut młotem. Zawody w tej konkurencji, zarówno kobiet jak i mężczyzn rozegrano tydzień wcześniej w węgierskim Szombathely.

## Klasyfikacja mężczyzn
| Konkurencja       | 1 miejsce                          | Wynik    | 2 miejsce                          | Wynik    | 3 miejsce                                     | Wynik    |
| ----------------- | ---------------------------------- | -------- | ---------------------------------- | -------- | --------------------------------------------- | -------- |
| 100 m             | Marc Burns Trynidad i Tobago       | 10,00    | Aziz Zakari Ghana                  | 10,01    | Dwight Thomas Jamajka                         | 10,01    |
| 200 m             | Tyson Gay Stany Zjednoczone        | 19,96    | Christopher Williams Jamajka       | 20,19    | Wallace Spearmon Stany Zjednoczone            | 20,21    |
| 400 m             | Tyree Washington Stany Zjednoczone | 44,51    | Timothy Benjamin Stany Zjednoczone | 44,56    | Chris Brown Bahamy                            | 44,68    |
| 800 m             | Wilfred Bungei Kenia               | 1:47,05  | Youssef Saad Kamel Bahrajn         | 1:47,13  | Jurij Borzakowski Rosja                       | 1:47,18  |
| 1500 m            | Iwan Heszko Ukraina                | 3:33,50  | Bernard Lagat Stany Zjednoczone    | 3:33,55  | Alex Kipchirchir Kenia                        | 3:33,71  |
| 3000 m            | Bernard Lagat Stany Zjednoczone    | 7:38,00  | Eliud Kipchoge Kenia               | 7:38,95  | Augustine Kiprono Choge Kenia                 | 7:39,99  |
| 5000 m            | Sileshi Sihine Etiopia             | 13:39,40 | Boniface Kiprop Uganda             | 13:40,03 | Isaac Kiprono Songok Kenia                    | 13:40,24 |
| 110 m ppł         | Allen Johnson Stany Zjednoczone    | 13,09    | Dominique Arnold Stany Zjednoczone | 13,10    | Terrence Trammell Stany Zjednoczone           | 13,17    |
| 400 m ppł         | Bershawn Jackson Stany Zjednoczone | 48,05    | Kemel Thompson Jamajka             | 48,09    | Louis Jacob van Zyl Południowa Afryka         | 48,11    |
| 3000 m z przeszk. | Paul Kipsiele Koech Kenia          | 8:07,91  | Ezekiel Kemboi \| Kenia            | 8:09,04  | Brimin Kipruto Kenia                          | 8:09,20  |
| Skok w dal        | Dwight Phillips Stany Zjednoczone  | 8,46     | Miguel Pate Stany Zjednoczone      | 8,30     | James Beckford Jamajka                        | 8,28     |
| Trójskok          | Yoandri Betanzos Kuba              | 17,46    | Jadel Gregório Brazylia            | 17,32    | Walter Davis Stany Zjednoczone                | 17,23    |
| Skok wzwyż        | Víctor Moya Kuba                   | 2,35     | Wiaczesław Woronin Rosja           | 2,32     | Jarosław Rybakow Rosja · Stefan Holm Szwecja  | 2,32     |
| Skok o tyczce     | Brad Walker Stany Zjednoczone      | 5,86     | Tim Lobinger Niemcy                | 5,70     | Giuseppe Gibilisco Włochy · Igor Pawłow Rosja | 5,60     |
| Kula              | Adam Nelson Stany Zjednoczone      | 21,92    | Joachim Olsen Dania                | 21,03    | Reese Hoffa Stany Zjednoczone                 | 20,87    |
| Dysk              | Virgilijus Alekna Litwa            | 67,64    | Gerd Kanter Estonia                | 66,01    | Zoltán Kővágó Węgry                           | 65,65    |
| Oszczep           | Tero Pitkämäki Finlandia           | 91,33    | Andreas Thorkildsen Norwegia       | 89,60    | Siergiej Makarow Rosja                        | 86,69    |
| Młot              | Olli-Pekka Karjalainen Finlandia   | 79,81    | Wadim Diewiatowski Białoruś        | 78,98    | Krisztián Pars Węgry                          | 78,32    |

## Klasyfikacja kobiet
| Konkurencja                   | 1 miejsce                        | Wynik    | 2 miejsce                                         | Wynik    | 3 miejsce                         | Wynik    |
| ----------------------------- | -------------------------------- | -------- | ------------------------------------------------- | -------- | --------------------------------- | -------- |
| Bieg na 100 m                 | Veronica Campbell Jamajka        | 10,92    | Christine Arron Francja                           | 10,93    | Lauryn Williams Stany Zjednoczone | 11,04    |
| Bieg na 200 m                 | Allyson Felix Stany Zjednoczone  | 22,27    | Veronica Campbell Jamajka                         | 22,37    | Christine Arron Francja           | 22,43    |
| Bieg na 400 m                 | Sanya Richards Stany Zjednoczone | 49,52    | Tonique Williams-Darling Bahamy                   | 49,54    | DeeDee Trotter Stany Zjednoczone  | 50,64    |
| Bieg na 800 m                 | Zulia Calatayud Kuba             | 1:59,07  | Hasna Benhassi Maroko                             | 1:59,86  | Mayte Martínez Hiszpania          | 2:00,36  |
| Bieg na 1500 m                | Maryam Yusuf Jamal Bahrajn       | 3:59,35  | Tatiana Tomaszowa Rosja                           | 3:59,35  | Natalia Jewtokimowa Rosja         | 4:00,60  |
| Bieg na 3000 m                | Meseret Defar Etiopia            | 8:47,26  | Gelete Burka Bati Etiopia                         | 8:48,65  | Zakia Mrisho Mohamed \| Tanzania  | 8:49,63  |
| Bieg na 5000 m                | Meseret Defar Etiopia            | 14:45,87 | Tirunesh Dibaba Etiopia                           | 14:46,84 | Ejegayehu Dibaba Etiopia          | 14:46,84 |
| Bieg na 100 m przez płotki    | Michelle Perry Stany Zjednoczone | 12,54    | Brigitte Foster-Hylton Jamajka                    | 12,55    | Delloreen Ennis-London Jamajka    | 12,57    |
| Bieg na 400 m przez płotki    | Lashinda Demus Stany Zjednoczone | 53,37    | Julia Pieczonkina Rosja                           | 53,80    | Sandra Glover Stany Zjednoczone   | 54,09    |
| Bieg na 3000 m z przeszkodami | Dorcus Inzikuru Uganda           | 9:21,80  | Wioletta Janowska Polska                          | 9:25,47  | Mardrea Hyman Jamajka             | 9:27,21  |
| Skok w dal                    | Anju Bobby George Indie          | 6,75     | Grace Upshaw Stany Zjednoczone                    | 6,67     | Eunice Barber Francja             | 6,51     |
| Trójskok                      | Chrysopiji Dewetzi Grecja        | 14,89    | Tatiana Lebiediewa Rosja                          | 14,86    | Yargelis Savigne Kuba             | 14,81    |
| Skok wzwyż                    | Kajsa Bergqvist Szwecja          | 2,00     | Iryna Michalczenko Ukraina · Wita Pałamar Ukraina | 1,93     |                                   |          |
| Skok o tyczce                 | Jelena Isinbajewa Rosja          | 4,74     | Monika Pyrek Polska                               | 4,62     | Tatiana Połnowa Rosja             | 4,50     |
| Pchnięcie kulą                | Valerie Vili Nowa Zelandia       | 19,55    | Natalja Choronieko Białoruś                       | 18,80    | Olga Riabinkina Rosja             | 18,64    |
| Rzut dyskiem                  | Natalia Sadowa Rosja             | 63,40    | Franka Dietzsch Niemcy                            | 61,91    | Aretha Thurmond Stany Zjednoczone | 60,68    |
| Rzut oszczepem                | Osleidys Menéndez Kuba           | 67,24    | Steffi Nerius Niemcy                              | 66,35    | Sonia Bisset Kuba                 | 66,35    |
| Rzut młotem                   | Yipsi Moreno Kuba                | 74,75    | Kamila Skolimowska Polska                         | 72,73    | Olga Kuzienkowa Rosja             | 72,46    |